# Limeum viscosum
Limeum viscosum är en tvåhjärtbladig växtart. Limeum viscosum ingår i släktet Limeum och familjen Limeaceae.

## Underarter
Arten delas in i följande underarter:
- L. v. nummulifolium
- L. v. transvaalense
- L. v. viscosum
- L. v. dubium
- L. v. glomeratum
- L. v. kenyense
- L. v. kraussii
- L. v. macrocarpum